# Belinda (Belinda)
Belinda è l'album di debutto della cantante ispanico-messicana Belinda pubblicato il 5 agosto 2003 dall'etichetta discografica Sony BMG.

## Descrizione
L'album viene pubblicato il 5 agosto 2003 in Messico dalla Sony BMG e internazionalmente nel settembre dello stesso anno dalla RCA. Il disco viene prodotto da Maurice Stern, Graeme Pleeth, Rudy Pérez e Robin Barter.
Il brano Vivir, fu scelto come sigla della telenovela Corazones al limite. Belinda e Maurice Stern parteciparono alla realizzazione del brano.
Attualmente ha superato le 2.5 milioni di copie vendute, aggiudicandosi doppio disco di platino in Messico, disco di platino in Venezuela, Stati Uniti d'America, America centrale e disco d'oro in Argentina, Colombia e Cile.

## Tracce
1. Lo Siento – 3:30 (Lucy Abbot, Sara Eker, Cheryl Parker, Twin, Maurice Stern, Belinda)
2. Ángel – 3:42 (Graeme Pleeth, Shellie Poole, Maurice Stern, Belinda)
3. Boba Niña Nice – 3:02 (Daniel Gibson, Jörgen Ringqvist, Maurice Stern, Belinda)
4. Vivir – 3:04 (Gustav "Grizzly" Jonsson, Marcus "Mack" Sepehrmanesh, Tommy Tysper, Maurice Stern, Belinda)
5. Princesa – 4:15 (Adrián Posse, Rudy Pérez, Cynthia Salazar)
6. Niña De Ayer – 3:26 (Fredrik Björk, Per Eklund, Belinda, Maurice Stern)
7. No Entiendo – 3:04 (Daniel Gibson, Belinda, Maurice Stern)
8. Be Free – 3:35 (Belinda)
9. ¿Dónde Iré Yo? – 3:33 (Robert Habolin, Mats Jansson, Marcus "Mack" Sepehrmanesh, Belinda, Maurice Stern, Pichardo González)
10. Voy A Conquistarte – 3:23 (Fredrik Hutt, Asa Karlsson, Peter Landin, Kent Larssen, Belinda, Maurice Stern)
11. Lo Puedo Lograr – 3:56 (Niklas Hillbom, Thomas Jansson, Maurice Stern, Belinda)
12. Sin Dolor – 3:51 (Andreas Michael Carlsson, Alban Herlitz, Negin Djafari, Belinda, Maurice Stern)
13. Fuerte – 3:17 (Adrián Posse, Rudy Pérez)

## Singoli
- Lo Siento: È stato il primo singolo uscito; ha ricevuto una grande promozione ed ha occupato i posti più alti delle classifiche. Dopo 6 settimane "Lo siento" è arrivata alla 1 della chart messicana.
- Boba Niña Nice: Il secondo singolo di Belinda. Non ha avuto successo a causa della poca promozione.
- Ángel: È stata una grande hit in Messico: è stata alla numero 1 per 6 settimane ed ha raggiunto la top 5 in molti altri paesi.
- Vivir: Questo singolo ha avuto un alto airplay molto velocemente ed è stata 5 settimane alla 1 in Messico.
- No Entiendo: uscito dalla seconda edizione di "Belinda", ha avuto scarso successo (ha raggiunto la posizione numero 15).
- Be Free: È stata la quarta hit e ha raggiunto inaspettatamente la posizione numero 3.
- ¿Donde Iré Yo?: È uscito come singolo promozionale, ma non ha avuto airplay e non è entrata nella classifica messicana.

## Edizioni speciali
- Belinda (Repackage): pubblicato nel 2004 solo in Spagna e contiene una canzone extra, No Entiendo, duetto con Andy & Lucas.
- Belinda (Enhanced): pubblicato il 6 aprile 2004, contiene i 13 brani dell'album, con due remix e due videoclip.
- Belinda: Edición Especial: pubblicato nel 2004, contiene i 13 brani della prima edizione, più le versioni acustiche e remix, incluso un DVD con videoclip e dietro le quinte.
- Belinda Remix: pubblicato nel 2004, come CD promozionale e non commerciale e contiene remix e versioni acustiche dei suoi primi quattro singoli.

## Classifiche
| Classifica (2003 - 2004)                        | Posizione |
| ----------------------------------------------- | --------- |
| México Álbumes Top 100                          | 1         |
| U.S. Billboard Latin Pop Albums                 | 6         |
| U.S. Billboard Top Latin Albums                 | 28        |
| U.S. Billboard Top Heatseekers (South Atlantic) | 4         |
| Venezuela Top 40                                | 37        |
| Argentina Top 20                                | 3         |
| España Top 100                                  | 72        |
| Classifica (2005)                               | Posizione |
| Argentina Top 20                                | 4         |
| México Top 100 Álbum 2005                       | 52        |
| Classifica (2010)                               | Posizione |
| Venezuela Top 40                                | 12        |